# Marcel Novick
Marcel Novick Rettich (Montevideo, Uruguay, 11 de octubre de 1983) es un exfutbolista uruguayo. 
Su último club fue Racing Club de Montevideo.  
Hijo de Solveig Rettich y Edgardo Novick, tiene 3 hermanos entre ellos el también futbolista Hernán Novick.

## Trayectoria
Luego de jugar en varios equipos, llegó a Peñarol a comienzos del 2012.
Con el club logró el Campeonato Uruguayo 2012-13 y también el Campeonato Uruguayo 2015-16. 
En esta última temporada, en el clásico del Torneo Clausura 2016 frente a Nacional, marcó un gol con la nuca en el último minuto, finalizando 2 a 2, resultado que sería clave para la obtención del título.
El 12 de junio de 2016, en la semifinal frente a Plaza Colonia, que Peñarol ganó 3 a 1, Marcel desafortunadamente se rompe el tendón de Aquiles faltando pocos minutos para el final del partido, quedando sin jugar durante 6 meses y siendo sometido a una operación.
Con Peñarol también obtuvo el Campeonato Uruguayo 2017 donde anotó 1 gol.
Ya en la temporada 2018, el 26 de enero de 2018, se consagra campeón de la Supercopa Uruguaya tras derrotar por 3-1 a Nacional, partido donde no tuvo minutos.
En esa misma temporada lograría el tercer puesto en el Apertura e Intermedio, logrando conquistar el Clausura y la Anual, para posteriormente salir bicampeón uruguayo con el Manya.
En marzo de 2021, Peñarol anunció la no renovación de su contrato, por lo que el jugador quedó libre.
En abril de 2021, Racing Club de Montevideo haría oficial su llegada.
El 23 de diciembre de 2021 se retiró como futbolista profesional.

## Clubes
| Club                | País     | Año       | Partidos | Goles | Promedio |
| ------------------- | -------- | --------- | -------- | ----- | -------- |
| Fénix               | Uruguay  | 2005-2006 | 5        | 0     | 0        |
| Rocha               | Uruguay  | 2006      | 4        | 0     | 0        |
| El Tanque Sisley    | Uruguay  | 2006-2007 | 23       | 0     | 0        |
| Trinidense (cedido) | Paraguay | 2007      | 0        | 0     | 0        |
| El Tanque Sisley    | Uruguay  | 2007-2008 | 12       | 1     | 0.08     |
| Villa Española      | Uruguay  | 2008-2009 | 13       | 0     | 0        |
| Rampla Juniors      | Uruguay  | 2009-2012 | 67       | 0     | 0        |
| Peñarol             | Uruguay  | 2012-2021 | 146      | 3     |          |
| Racing              | Uruguay  | 2021      | 5        | 0     | 0        |
| Total               |          |           | 270      | 4     | 0.01     |

- Actualizado al último partido disputado en el año 2019.

## Palmarés

### Títulos nacionales
| Título                  | Club    | País    | Año     |
| ----------------------- | ------- | ------- | ------- |
| Torneo Apertura         | Peñarol | Uruguay | 2012    |
| Campeonato Uruguayo (1) | Peñarol | Uruguay | 2012-13 |
| Torneo Clausura         | Peñarol | Uruguay | 2015    |
| Torneo Apertura         | Peñarol | Uruguay | 2015    |
| Campeonato Uruguayo (2) | Peñarol | Uruguay | 2015-16 |
| Torneo Clausura         | Peñarol | Uruguay | 2017    |
| Campeonato Uruguayo (3) | Peñarol | Uruguay | 2017    |
| Supercopa Uruguaya      | Peñarol | Uruguay | 2018    |
| Torneo Clausura         | Peñarol | Uruguay | 2018    |
| Campeonato Uruguayo (4) | Peñarol | Uruguay | 2018    |
| Torneo Apertura         | Peñarol | Uruguay | 2019    |